# Jerry West
Jerry Alan West (Chelyan (West Virginia), 28 mei 1938 – Los Angeles (Californië), 12 juni 2024) was een Amerikaans basketballer die speelde voor de Los Angeles Lakers in de NBA. Hij speelde als shooting-guard en point-guard.
West onderscheidde zich op de East Bank High School en de West Virginia University. Hij was samen met Oscar Robertson aanvoerder van het Amerikaans basketbalteam tijdens de Olympische Spelen in 1960 en won de gouden medaille. Daarna had hij een 14-jarige carrière bij de Los Angeles Lakers. West speelde in negen NBA-finales en werd in 1969 benoemd tot de NBA Finals MVP, ondanks dat hij in het verliezende team speelde. West werd tien keer verkozen in het All-NBA Fist Team en veertien keer in het NBA All-Star Team. In 1972 won hij het NBA-kampioenschap met de Lakers.
Na zijn carrière was hij coach van de Los Angeles Lakers en werkte hij drie jaar als een verkenner van talenten, voordat hij de baan kreeg als algemeen directeur voor dezelfde club. Onder zijn bewind wonnen de Lakers zes kampioensringen. In 2002 werd West algemeen directeur van de Memphis Grizzlies. Voor zijn bijdragen won hij de NBA Executive of the Year-prijs.
Het profiel van de speler Jerry West vormt het logo van de NBA.
West overleed op 12 juni 2024 op 86-jarige leeftijd.
3 Jerry West · 
4 Walt Bellamy · 
5 Bob Boozer · 
6 Terry Dischinger · 
7 Burdette Haldorson · 
8 Darrall Imhoff · 
9 Allen Kelley · 
10 Lester Lane · 
11 Jerry Lucas · 
12 Adrian Smith · 
13 Jay Arnette · 
14 Oscar Robertson · 
Coach Pete Newell
- CiNii: DA03516826
- Gemeinsame Normdatei: 1283982234
- International Standard Name Identifier: 0000 0000 8299 7297
- Library of Congress Control Number: n50003367
- MusicBrainz: 3330d5d9-b366-41cd-afa5-ded0d07f924a
- Virtual International Authority File: 110466565
- WorldCat: E39PBJkxHFwGtpgJP3j9pCPvpP